# Navarre (Florida)
Navarre ist  ein census-designated place (CDP) im Santa Rosa County im US-Bundesstaat Florida. Das U.S. Census Bureau hat bei der Volkszählung 2020 eine Einwohnerzahl von 40.817 ermittelt. 

## Geographie
Navarre liegt auf der Halbinsel Fairpoint zwischen der Pensacola Bay und dem Santa Rosa Sound (einem Teil des Gulf Intracoastal Waterway) an der Golfküste des Florida Panhandles. Der CDP liegt rund 35 km südlich von Milton sowie etwa 30 km östlich von Pensacola und wird vom U.S. Highway 98 (SR 30) sowie von den Florida State Roads 87 uns 399 durchquert.
Navarre ist nach Pensacola die zweitgrößte Siedlung der Metropolregion Pensacola.

## Demographische Daten
Laut der Volkszählung 2010 verteilten sich die damaligen 31.378 Einwohner auf 13.274 Haushalte. 83,2 % der Bevölkerung bezeichneten sich als Weiße, 6,5 % als Afroamerikaner, 0,5 % als Indianer und 3,3 % als Asian Americans. 2,0 % gaben die Angehörigkeit zu einer anderen Ethnie und 4,4 % zu mehreren Ethnien an. 7,0 % der Bevölkerung bestand aus Hispanics oder Latinos.
Im Jahr 2010 lebten in 40,8 % aller Haushalte Kinder unter 18 Jahren sowie 18,0 % aller Haushalte Personen mit mindestens 65 Jahren. 76,3 % der Haushalte waren Familienhaushalte (bestehend aus verheirateten Paaren mit oder ohne Nachkommen bzw. einem Elternteil mit Nachkomme). Die durchschnittliche Größe eines Haushalts lag bei 2,72 Personen und die durchschnittliche Familiengröße bei 3,08 Personen.
29,4 % der Bevölkerung waren jünger als 20 Jahre, 26,7 % waren 20 bis 39 Jahre alt, 30,1 % waren 40 bis 59 Jahre alt und 13,8 % waren mindestens 60 Jahre alt. Das mittlere Alter betrug 36 Jahre. 49,7 % der Bevölkerung waren männlich und 50,3 % weiblich.
Das durchschnittliche Jahreseinkommen lag bei 64.805 $, dabei lebten 10,7 % der Bevölkerung unter der Armutsgrenze.

## Söhne und Töchter der Stadt
- Michael Carter (* 1999), American-Football-Spieler